# Osmi nervni slom
Osmi nervni slom – siódmy studyjny album serbskiego zespołu Riblja čorba. Album ukazał się 4 lutego 1986 roku nakładem wytwórni PGP RTB. Płytę nagrano w Studio V PGP RTB. W 1998 album został sklasyfikowany na 83. miejscu listy 100 najlepszych rockowych i popowych albumów wydanych w byłej Jugosławii, opublikowanej w książce YU 100: najbolji albumi jugoslovenske rok i pop muzike (YU 100: najlepsze albumy jugosłowiańskiej rock i pop muzyki).

## Lista utworów
| Nr  | Tytuł utworu                        | Słowa         | Muzyka           | Długość |
| --- | ----------------------------------- | ------------- | ---------------- | ------- |
| 1.  | „Nemoj da ideš mojom ulicom”        | Bora Đorđević | Bora Đorđević    | 2:36    |
| 2.  | „Južna Afrika '85 (Ja ću da pevam)” | Bora Đorđević | Bora Đorđević    | 3:25    |
| 3.  | „Jedan čovek”                       | Bora Đorđević | Vidoja Božinović | 4:30    |
| 4.  | „Ljuti Rock 'n' Roll”               | Bora Đorđević | Nikola Čuturilo  | 2:57    |
| 5.  | „Sutra me probudi”                  | Bora Đorđević | Nikola Čuturilo  | 4:13    |
| 6.  | „Amsterdam”                         | Bora Đorđević | Miša Aleksić     | 3:44    |
| 7.  | „Tu nema Boga, nema pravde”         | Bora Đorđević | Bora Đorđević    | 3:04    |
| 8.  | „Crno je dole”                      | Bora Đorđević | Bora Đorđević    | 3:18    |
| 9.  | „Cava”                              | Bora Đorđević | Miša Aleksić     | 3:32    |
| 10. | „Prokleto sam”                      | Bora Đorđević | Vidoja Božinović | 5:02    |
|     |                                     |               |                  | 36:21   |

## Twórcy
- Bora Đorđević – śpiew
- Vidoja Božinović – gitary
- Nikola Čuturilo – gitary
- Miša Aleksić – gitara basowa
- Vicko Milatović – perkusja
- Eddy Grant – śpiew (gościnnie w utworze 6)
- Ana Kostovska – wokal wspierający (utwór 10)
- Jovan Maljoković – saksofon (utwór 3)
- Kornelije Kovač – instrumenty klawiszowe, produkcja muzyczna
- Tahir Duraklić – nagranie
- Jugoslav Vlahović – opracowanie graficzne, fotografie[1]